# Campanha civilista
Campanha civilista foi uma campanha eleitoral à presidência brasileira, que ocorreu em 1910, durante a República Velha. Foi o nome dado à campanha de Rui Barbosa à presidência, tendo Albuquerque Lins, presidente do estado de São Paulo, como candidato a vice-presidente. O nome de civilista deu-se por defender a candidatura de um civil, em oposição à candidatura de um militar, o Marechal Hermes da Fonseca, candidato apoiado pelo então presidente da república, Nilo Peçanha.
"O intelectual Rui Barbosa percorreu o Brasil, realizando discursos e comícios, em busca de apoio popular, fato até então inédito na vida republicana brasileira, fazendo desta a primeira campanha presidencial moderna realizada no país". Mesmo assim Hermes da Fonseca foi eleito presidente. A eleição, que se realizou em 1 de março de 1910, marcou a ruptura da política dos estados e da política do café com leite, ficando São Paulo e Minas Gerais em campos opostos. Este movimento defendia princípios democráticos.

## Contexto
Em 15 de novembro de 1889, foi instalada a Primeira República, também conhecida como República Velha, em detrimento da monarquia. No fim da República da Espada (1889 - 1894), foi estabelecida a política do “café-com-leite”, cuja presidência da República deveria se alternar entre políticos de Minas Gerais e São Paulo.
Em 1908, já na República Oligárquica, o então presidente Afonso Pena demonstrava sua tendência em apoiar a candidatura de João Pinheiro, governador de Minas Gerais. No entanto, o governador faleceu, o que fez com que o presidente manifestasse apoio ao ministro da Fazenda Davi Campista.
Os rumos da disputa eleitoral mudaram quando o Afonso Pena faleceu e seu vice-presidente, Nilo Peçanha, assumiu o cargo. Peçanha declarou apoio ao militar Hermes da Fonseca, tendo respaldo do Rio Grande do Sul. Apesar de não ter ascendência oligárquica, Hermes da Fonseca já se aproximava dos membros do Partido Republicano Mineiro.
Em 1910, Minas Gerais e São Paulo entraram em conflito na escolha do sucessor ao cargo presidencial. Temendo a ideia de um militar no poder, os paulistas foram contra a nomeação de Hermes da Fonseca e logo procuraram outro nome para fazer oposição ao militar.
Os oligarcas paulistas escolheram o jornalista, advogado e senador baiano Rui Barbosa. Considerado o grande herói intelectual do Brasil, Rui era polivalente e poliglota e era um dos políticos mais mencionados pelos jornais para o cargo da presidência, além de ter imensa popularidade. A escolha de Rui Barbosa como candidato se deu devido à intenção de conseguir o apoio das oligarquias nordestinas e focar as eleições nos centros urbanos para extinguir o voto do cabresto.
De um lado, haviam apoiadores de Hermes da Fonseca bem como grupos dominantes de Minas Gerais, Rio Grande do Sul e todos os outros estados (exceto São Paulo, Bahia e Rio de Janeiro) e militares; do outro, apoiadores de Rui Barbosa bem como os partidos governistas de São Paulo e Bahia, chamados de civilistas. Nunca havia se estabelecido uma dinâmica eleitoral com uma força política tão grande na história da República.

## A Campanha
Rui apresentou sua candidatura pelo Partido Republicano Paulista.Com o propósito de fugir ao máximo da imagem autoritária e problemática da República da Espada e também ressaltar que Rui Barbosa era um civil - e não um militar - a campanha foi nomeada de Campanha Civilista. Ela tinha como principal objetivo romper a supremacia militar, que exercia forte influência no Estado, e dar maior poder a população brasileira, que eram “reféns” dos Barões da República, seus patrões.
“Quero o exército grande, forte, exemplar, não o queria pesando sobre o governo do país. A nação governa. O exército, como os demais órgãos do país, obedece” crítica de Rui Barbosa ao militarismo de Hermes da Fonseca.
No dia 15 de janeiro de 1910, Rui Barbosa apresentou seu programa de governo no Teatro Politeama, enaltecendo o povo baiano.  
“Nesta cidade as massas têm, por instinto, o sentimento das grandes questões nacionais. […] Cada homem do povo, nesta terra, como que traz no seio alguma coisa, uma intuição, um rudimento um traço das qualidades do homem de Estado.”
Embora o candidato tenha despontado do apoio de grandes fazendeiros paulistas, sua campanha buscava conquistar os eleitores urbanos através de um programa de governo que modernizava a economia do país. Em seus discursos, usava como exemplo países avançados como forma de atrair os eleitores e avisava a população sobre o perigo de uma inserção militar no Brasil. Era a primeira vez que um candidato a presidência viajava pelo país fazendo campanha eleitoral. Apesar de ter 60 anos e com uma saúde fragilizada, Rui estava muito empenhado em realizar sua campanha.

## Inovação da campanha presidencial
A campanha de Rui Barbosa foi caracterizada pela relação próxima com a população e a realização de intensos comícios, que eram feitos em palanques improvisados de caixotes. Rui viajou de navio, carruagem a cavalo e trem pela Bahia, São Paulo, Minas Gerais e Rio de Janeiro numa época que não havia carro nem avião; modernizou cartazes, distribuiu imagens impressas de santos como divulgação e fez caminhada pelas ruas, sendo recebido com aplausos e fogos de artifícios. E tudo fora organizado e planejado por ele. Rui inovou o modo de fazer campanha política e por isso foi considerado novo modelo de candidato político.
A diferença da campanha de Rui e de Hermes era evidente. Enquanto Rui tentava se aproximar de todos os setores da sociedade, desde a classe média até os trabalhadores, Hermes preferiu fazer encontros privativos e poucos comícios.

## A derrota
No dia 1° de março de 1910, a estratégia eleitoral dos coronéis beneficiaram a vitória de Hermes da Fonseca. O resultado indicou 403.867 votos para Hermes e 222 822 para Rui, que teve mais votos em centros urbanos como Rio de Janeiro, São Paulo e Salvador. A conquista de Hermes marcou a volta do militarismo à presidência depois de 16 anos de regime civil.
O presidente eleito foi acusado de fraudar as eleições, no entanto, não fora comprovado. Na opinião de Rui, foi uma “roubalheira”, pois somente 25 seções eleitorais funcionaram das 96 que havia. O presidente do Congresso, Quintino Bocaiúva, apoiador de Rui Barbosa, não conseguiu votar. Outra contestação foi que os analfabetos e as mulheres não puderam votar. Embora Rui tenha conseguido a maior quantidade de votos nas capitais, no interior, o voto de cabresto e o poder dos coronéis, mais uma vez, sobressaiu-se nas eleições presidenciais.